# Xiphocentron caenina
Xiphocentron caenina is een schietmot uit de familie Xiphocentronidae. De soort komt voor in het Neotropisch gebied.